# Jean-François de Rafélis de Broves
Pour les articles homonymes, voir Rafélis.
Jean-François de Rafélis de Broves, né le 18 avril 1729 à Draguignan,  est un militaire et homme politique français du XVIIIe siècle. Capitaine au régiment de la marine puis Colonel d'infanterie, lieutenant du Roi à Aigues-Mortes ; député de la noblesse de Draguignan aux États généraux de 1789. Il est tué le 10 août 1792 en défendant le Palais des Tuileries où il était premier gentilhomme de la Reine Marie-Antoinette.

## Biographie

### Origines et famille
Jean-François de Rafélis descend de la famille Rafélis, seigneurs de Brovès. Originaire de Lucques, en Italie, ses membres s'établissent à Draguignan en Provence, depuis 1400[réf. nécessaire], où ils font bâtir une chapelle dans l'église paroissiale. Cette famille a fourni au royaume de France plusieurs officiers généraux.
Il est le troisième fils de Joseph Barthélémy de Rafélis de Broves (1685-1758), seigneur de Broves et de Saint-Roman, et d'Anne Marguerite de Glandevès du Castelet, sœur commandeur de Glandevès (son oncle). De cette union naissent cinq fils et une fille :
- Jean Joseph (1715-1782), lieutenant général des armées navales
- Madeleine (née en 1720), elle épouse Jean de Théas
- Jacques Victor (†1747). Garde du pavillon amiral, il est tué au combat le 27 octobre 1747 à la seconde bataille du cap Finisterre ;
- Jean-François
- Claude René César (10 août 1737-23 février 1757), enseigne de vaisseau, il décède au retour de la campagne de Mahón, à l'âge de 19 ans.
- Pierre-André, vicaire général du diocèse de Fréjus, vicaire général d'Aix, prieur de Boulogne et prévôt de Toulon, il est emprisonné en 1792.

### Carrière militaire

Prise du palais des Tuileries le 10 août 1792, durant la Révolution française, par Jacques Bertaux.

Capitaine au régiment de la Marine puis Colonel d'infanterie. Fait chevalier de l'ordre royal et militaire de Saint-Louis, il prend part à la guerre de Sept Ans et est blessé à la bataille de Hastenbeck par un coup de feu, qui lui transperce le bras.
Il est nommé lieutenant du Roi à Aigues-Mortes. Il se voit accorder une pension de 2 000 livres lorsque cette charge sera supprimée. Au moment de la Révolution, il est élu le 27 avril 1789 député de la noblesse pour la sénéchaussé de Draguignan et prend part aux États généraux de 1789. Il vote avec le parti de la royauté. Il n'adhère aux décisions de la nuit du 4 août que le lendemain, sous réserve de l'accord de ses électeurs, accord qu'il reçoit le 9 septembre suivant.
Fidèle au Roi, il est tué glorieusement le 10 août 1792 en défendant le Palais des Tuileries où il était premier gentilhomme de la Reine Marie-Antoinette. Son arrière-petit-fils raconte cet événement en ces termes : « Mon père nous a dit que son grand-père, ayant traversé les rues qui sont perpendiculaires à la rue Saint Honoré, fut assailli sur les marches de l'église Saint-Roch et c'est là qu'il fut massacré à coup de baïonnettes vers deux heures de l'après-midi. »

## Mariage et descendance
Le 17 juillet 1751, il épouse Élisabeth de Mourgues. De cette union naissent deux filles et deux fils :
- Joseph-Barthélémy de Rafélis de Broves|Joseph-Barthélémy de Rafélis, comte de Broves (1753-1824), contre-amiral honoraire
- Charles François Auguste de Rafélis, vicomte de Broves (1773-1820)
- Marie-Marguerite de Rafélis de Broves
- Marie-Élisabeth de Rafélis de Broves

### Sources et bibliographie
- François-Alexandre de La Chenaye-Aubert, Dictionnaire de la noblesse de France, Paris, 1776 (lire en ligne), p. 669
- « Jean-François Rafélis de Broves (1729-1792) », dans Adolphe Robert et Gaston Cougny, Dictionnaire des parlementaires français, Edgar Bourloton, 1889-1891 [détail de l’édition] [texte sur Sycomore]